# 危険有害業務
危険有害業務（きけんゆうがいぎょうむ）とは労働基準法等の労働法令に規定された、危険な業務及び安全、衛生又は福祉に有害な場所における業務の総称である。
- 本項で労働基準法について、以下では条数のみを挙げる。

## 年少者
第62条では、18歳に満たない者に危険有害業務に就かせてはならないと規定している。この場合の「危険有害業務」については年少者労働基準規則第8条で44の業種が規定されている。
職業能力開発促進法第24条1項（同法第27条の2第2項において準用する場合を含む。）の認定を受けて行う職業訓練を受ける労働者（以下、「訓練生」という）について必要がある場合においては、その必要の限度で、年少者の危険有害業務の就業制限に関する規定について、厚生労働省令で別段の定めをすることができる（第70条）とされ、使用者は、訓練生に技能を習得させるために必要がある場合においては、所轄都道府県労働局長の許可を受けて、満18才に満たない訓練生を危険有害業務に就かせることができる（第71条、施行規則第34条の3第1項、第34条の4）。この規定により訓練生を危険有害業務に就かせる場合においては、使用者は施行規則別表第一に定めるところによる危害を防止するために必要な措置を講じなければならない（施行規則第34条の3第2項、3項）。この場合、当該訓練生に係る労働契約の期間は、当該訓練生が受ける職業訓練の訓練課程に応じ職業能力開発促進法施行規則に定める訓練期間（訓練期間を短縮する場合においてはその短縮した期間を控除した期間とする。）の範囲内で定めることができる。この場合、当該事業場において定められた訓練期間を超えてはならない（施行規則第34条の2の5）。もっとも、近年都道府県労働局長の許可の実例はごくわずかである。
一般的措置の基準
- 職業訓練指導員をして、訓練生に対し、当該作業中その作業に関する危害防止のために必要な指示をさせること。
- あらかじめ、当該業務に関し必要な安全作業法又は衛生作業法について、教育を施すこと。
- 常時、作業環境の改善に留意すること。
- 常時、訓練生の健康状態に留意し、その向上に努めること。

個別的措置の基準
年少者労働基準規則第8条各号に定める各業務について、「職業訓練開始後業務につかせない期間」「当該業務に従事させる時間」等が規定されている。
就業可能業務は、教習事項を習得するために必要なもののみについて認められているものであるから、労働基準法施行規則別表第一に掲げられないものについてはたとえ技能養成工といえどもその就業を認めるものではない（昭和23年6月29日基発118号）。
船員には労働基準法の年少者に関する規定は適用されないが（労働基準法第116条）、別途船員法により危険有害業務についての規定が設けられている。「危険な船内作業」については船員労働安全衛生規則第28条1項で16の業務が規定され、「船員の安全及び衛生上有害な作業」については同規則第74条で12の業務が規定されている。
船員労働安全衛生規則第28条1項で定める16の業務

1. 揚びよう機、ラインホーラー、ネツトホーラーその他のびよう鎖、索具、漁具等を海中に送入し、若しくは巻き上げる機械を操作し、又はこれらの機械により海中に送入若しくは巻上げ中のびよう鎖、索具、漁具等の走行を人力で調整する作業
2. クレーン、ウインチ、デリツクその他の重量物を移動する機械又は装置を操作する作業
3. フォークリフトの運転の作業
4. 運転中の機械又は動力伝導装置の運動している部分の注油、掃除、修理若しくは検査又は運動している調帯の掛換えの作業
5. 切削又はせん孔用の工作機械を使用する作業
6. 推進機関用の重油専焼罐かんに点火する作業
7. 揚貨装置又は陸上のクレーン若しくはデリックの玉掛け作業
8. はい（積み重ねられた荷（小麦、大豆、鉱石等のばら物の荷を除く。）の集団をいう。）のはい付け又ははい崩しの作業
9. 刃物を用いて鯨体を解体する作業
10. 床面から二メートル以上の高所であつて、墜落のおそれのある場所における作業
11. げん外に身体の重心を移して行う作業
12. 危険物の状態、酸素の量又は人体に有害な気体を検知する作業
13. 石炭、鉄鉱石、穀物、石油その他の船倉内の酸素の欠乏の原因となる性質を有する物質をばら積みで運送する船舶において、これらの物質を積載している船倉内で行う作業
14. 電気工事作業（感電のおそれのあるものに限る。）
15. 可燃性ガス及び酸素を用いて行う金属の溶接、溶断又は加熱の作業
16. 冷凍のためガスを圧縮し、又は液化して高圧ガスを製造する作業

船員労働安全衛生規則第74条で定める12の業務

1. 腐しよく性物質、毒物又は有害性物質を収容した船倉又はタンク内の清掃作業
2. 有害性の塗料又は溶剤を使用する塗装又は塗装剥はく離の作業
3. 推進機関用ボイラーに使用する石炭を運び又はこれをたく作業
4. 動力さび落とし機を使用する作業
5. 炎天下において、直接日射をうけて長時間行なう作業
6. 寒冷な場所において、直接外気にさらされて長時間行なう作業
7. 冷凍庫内において長時間行なう作業
8. 水中において、船体又は推進器を検査し、又は修理する作業
9. タンク又はボイラーの内部において、身体の全部又は相当部分を水にさらされて行なう水洗作業
10. じんあい又は粉末の飛散する場所において長時間行なう作業
11. 一人につき三十キログラム以上の重量が負荷される運搬又は持ち上げる作業
12. アルファ線、ベータ線、中性子線、エックス線その他の有害な放射線を受けるおそれがある作業

## 妊産婦
第64条の3では、妊産婦を含めた女性に危険有害業務に就かせてはならないと規定している。この場合の危険有害業務については女性労働基準規則第2条で妊婦（妊娠中の女性）については24の業種が、産婦（産後1年を経過しない女性）についてはその内の22の業種が、それ以外の女性については同規則第3条で2の業種がそれぞれ規定されている。
職業能力開発促進法の認定を受けて行う職業訓練を受ける労働者について必要がある場合においては、その必要の限度で、妊産婦の危険有害業務の就業制限に関する規定について、厚生労働省令で別段の定めをすることができる（第70条）とされているが、妊産婦には年少者のような技能習得のための特例規定が設けられていないので、使用者は職業訓練のためであったとしても妊産婦を危険有害業務に就かせることはできない。

### 船舶
| 号 | 妊婦 | 産婦 | 一般 |
| -- | ---- | ---- | ---- |
| 1  | ×    | ×    | ○    |
| 2  | ×    | ×    | ○    |
| 3  | ×    | ×    | ○    |
| 4  | ×    | ×    | ○    |
| 5  | ×    | ×    | ○    |
| 6  | ×    | ×    | ○    |
| 7  | ×    | ×    | ○    |
| 8  | ×    | ×    | ○    |
| 9  | ×    | ×    | ○    |
| 10 | ×    | ○    | ○    |
| 11 | ×    | ×    | ○    |
| 12 | △    | △    | △    |
| 13 | ×    | ○    | ○    |
| 14 | ×    | ○    | ○    |
| 15 | ×    | ×    | ○    |
| 16 | ○    | ○    | ○    |

| 号 | 妊婦 | 産婦 | 一般 |
| -- | ---- | ---- | ---- |
| 1  | ×    | ×    | ×    |
| 2  | ×    | ×    | ×    |
| 3  | ×    | ×    | ○    |
| 4  | ×    | ×    | ○    |
| 5  | ×    | ×    | ○    |
| 6  | ×    | ×    | ○    |
| 7  | ×    | ×    | ○    |
| 8  | ×    | ×    | ○    |
| 9  | ×    | ×    | ○    |
| 10 | ○    | ○    | ○    |
| 11 | ×    | ×    | ×    |
| 12 | ○    | ○    | ○    |

船員には労働基準法の妊産婦に関する規定は適用されないが（労働基準法第116条）、別途船員法により危険有害業務についての規定が設けられている。「母性保護上有害な作業」については船員労働安全衛生規則第28条1項で規定する16の業務のうち妊婦については14が、産婦については12が、それ以外の女性については1が規定されている。さらに同条2項に規定する登録危険作業講習を受けた者についての例外規定も妊産婦には適用されない。また同規則第74条で規定する12の業務のうち妊婦及び産婦については10が、それ以外の女性については3が規定されている。